# 큰꽃금계국
큰꽃금계국(학명:Coreopsis grandiflora)은 국화과에 속하는 북아메리카의 다년생 식물이다. 캐나다 동부와 미국 대부분 지역 특히 미국 남서부 지역에서 주로 발견된다.